# La Maison dans la dune
Pour les articles homonymes, voir La Maison dans la dune (homonymie).
La Maison dans la dune est le premier roman de Maxence Van der Meersch dont l'action se passe dans le Westhoek (Nord et Belgique), paru en 1932. Le roman décrit la lutte opposant les contrebandiers et les douaniers, ainsi que l'histoire d'un amour pur et sincère et la recherche d'une rédemption impossible. Il a été adapté au cinéma à trois reprises : en 1934, 1952 et 1988.
Le roman se déroule dans les années 1920, dans la région brumeuse et désolée de la frontière franco-belge, près de Bray-Dunes. Une lutte sourde et violente oppose les contrebandiers, passeurs de tabac belge en France, et les douaniers. On y découvre, dans une atmosphère teintée d'humanisme, l'organisation mise en place par les fraudeurs, gens simples et soudés entre eux, et qui prennent d'énormes risques pour un bénéfice dérisoire : l'utilisation de chiens dressés pour transporter le tabac, les ruses pour tromper la douane, mais aussi les pièges mis en place par les autorités pour arrêter les trafiquants.
Dans cette vie aventureuse et risquée, Sylvain, un ancien boxeur devenu fraudeur par amour, découvre près de la frontière une auberge perdue dans la nature. Il y rencontre Pascaline, une jeune fille pure et innocente, élevée par son vieil oncle et sa tante. Sylvain revient plusieurs fois dans ce havre de paix où il retrouve des plaisirs simples, devenant l'homme à tout faire du couple âgé, conquis par sa gentillesse. Il discute avec Pascaline dont le naturel et la spontanéité le séduisent et peu à peu, il en devient amoureux.

## Résumé
Sylvain est un ancien boxeur devenu fraudeur. Il achète du tabac en Belgique —où les taxes sont moins élevées— puis le fait passer en France pour l'écouler à bon marché. Il est marié à Germaine, ancienne prostituée, et est ami avec un autre ancien boxeur, César.
Pour faire passer du tabac à travers la frontière, Sylvain utilise un chien appelé Tom. Le plan est simple : Sylvain envoie Tom chez un buraliste installé en Belgique. La nuit venue, le buraliste lâche Tom avec une provision de tabac sur le dos. Une fois la frontière —et les pièges de la douane passées— Sylvain récupère Tom et sa cargaison qu'il peut alors écouler en faisant du porte-à-porte.
Après avoir déposé Tom dans une épicerie d'Adinkerque, Sylvain décide de se promener le longs du canal Furnes-Dunkerque. Durant sa promenade, il découvre un cabaret et en y entrant, il fait connaissance avec une jeune fille du nom de Pascaline.
Parallèlement, Germaine, venue rendre visite à la directrice du bordel dans lequel elle a travaillé, fait la connaissance de Lourges. Lourges est un ancien fraudeur devenu douanier. Ayant découvert par indiscrétion que Sylvain fraudait, il décide d'enquêter sur lui.
Ayant découvert que Sylvain se fournissait parfois chez Fernand, un maître-fraudeur, et que Sylvain doit bientôt passer prendre une commande de tabac, Lourges décide alors de placer des douaniers en civil devants la maison de Fernand. Malheureusement, Sylvain fait une mauvaise chute le jour même et c'est son ami César qui se fait arrêter à sa place. Averti de l'arrestation de César par l'intermédiaire de Jules, un policier ami de César et Sylvain, Sylvain commence à être fatigué de la fraude et cherche à se racheter en trouvant un travail honnête. Bien qu'ayant trouvé un emploi de docker sur le port de Dunkerque, il gagne moins bien sa vie que lorsqu'il fraudait, ce qui agace Germaine, qui ne peut plus se payer le train de vie qu'elle menait avant (bijoux, vêtements, etc).
Parallèlement, Sylvain supporte de moins en moins sa femme, notamment à cause de ses sentiments grandissants pour Pascaline.
Ayant suivi Sylvain, Lourges finit par découvrir la liaison entre Sylvain et Pascaline. Et étant devenu proche de Germaine, il lui dit ce qu'il a vu au cabaret. Ulcérée, Germaine confronte Sylvain à son infidélité, ce qui rend Sylvain complètement hébété pendant 4 jours. 
Revenu de sa dispute avec Germaine, il la force alors à frauder elle aussi. Pour ce faire, Germaine doit placer des paquets de tabac autour de sa taille et de ses seins et passer la frontière devant les douaniers. Elle doit au préalable s'assurer que la « visiteuse » (une douanière chargée de fouiller les femmes, les hommes n'ayant pas le droit) est absente. Pour cela, elle demande à une amie —qui n'a rien de prohibé sur elle— de passer avant elle pour vérifer si la visiteuse est absente et si ce n'est pas le cas, de faire un signe distinctif. Malheureusement, à la suite d'une méprise, Germaine passe avec du tabac alors que le visiteuse est présente et elle se fait arrêter. 
Bien qu'ayant pu être libérée grâce à l'aide de Lourges, cet évènement convainc Germaine de trahir Sylvain en aidant Lourges —entre-temps devenu son amant— à l'arrêter. Elle informe alors ce dernier que Sylvain doit traverser la frontière en camion avec un important chargement de tabac et plusieurs autres fraudeurs. Bien que tombant dans le piège, les fraudeurs réussissent à passer, tuant au passage plusieurs douaniers, dont Lourges. Sylvain, par contre, se retrouve à la suite de la bagarre séparé du groupe et blessé. Bien que réussissant à s'échapper et tentant de se réfugier chez Pascaline (la bagarre ayant eu lieu non loin du cabaret), il tombe inanimé sans avoir pu être secouru. 

## Personnages
- Sylvain : Ancien boxeur reconverti dans la fraude. Il est marié à Germaine, une ancienne prostituée. C'est pour faire plaisir à Germaine qu'il a abandonné la boxe car selon l'auteur, « elle ne voulait qu'il continuât à boxer, qu'il lui revînt un beau jour avec un nez écrasé et monstrueux ».
- Germaine : Ancienne prostituée, elle est mariée à Sylvain. Coquette, elle choisit toujours, quand elle sort « ses toilettes les plus reluisantes, pour faire sensation », selon les mots de l'auteur. Elle est restée amie avec Mme Jeanne, la patronne du bar où Germaine a travaillé comme prostituée
- César : Ami de Sylvain et ancien boxeur aussi, il est également fraudeur.
- Jules : Policier. Bien qu'au courant du trafic de Sylvain et César, il était resté leur ami. Il a également pratiqué la boxe lorsqu'il était plus jeune. C'est à lui que César, une fois arrêté, demande de prévenir Sylvain de la traîtrise du maître-fraudeur Fernand. Et lorsque Sylvain cherche à se venger sur Fernand, Jules fait tout pour le convaincre d'abandonner.
- Lourges : Douanier rattaché à la « brigade mobile ». Selon l'auteur, « Lourges avait un passé orageux. Lui-même avait sur la conscience quelques exploits de fraude [...]. Il s'était assagi, il avait compris qu'il valait mieux se ranger du côté du plus fort. Et, [...] il était devenu célèbre dans le monde des fraudeurs par son invraisemblable témérité, et par la chance avec laquelle il avait su opérer plusieurs belles prises. »

## Adaptations
- La Maison dans la dune, film de Pierre Billon (1934)
- La Maison dans la dune, film de Georges Lampin (1952)
- La Maison dans la dune, film de Michel Mees (1988)

## Le Touquet-Paris-Plage
En 1949, la villa qu'achète Maxence Van der Meersch au Touquet-Paris-Plage portera le nom de ce roman.